# Гек Даєр
Гектор Монро Даєр (англ. Hector Monroe Dyer; нар. 2 червня 1910 — пом. 19 травня 1990) — американський легкоатлет, який спеціалізувався в бігу на короткі дистанції.

## Із життєпису
Олімпійський чемпіон в естафеті 4×100 метрів (1932).
Ексрекордсмен світу в естафеті 4×100 метрів.
По завершенні спортивної кар'єри займався бізнесом із здавання в оренду нафтодобувного обладнання.

## Основні міжнародні виступи
| Рік  | Змагання         | Місто        | Місце | Дисципліна |
| ---- | ---------------- | ------------ | ----- | ---------- |
| 1932 | Олімпійські ігри | Лос-Анджелес | 1     | 4×100 м    |